# Kırhasan, Karataş
Kırhasan là một xã thuộc huyện Karataş, tỉnh Adana, Thổ Nhĩ Kỳ. Dân số thời điểm năm 2009 là 86 người.